# Zoltán Beke
Zoltán Beke   (Bela Crkva, 30 de juny de 1911 - Timișoara, 9 de març de 1994) fou un futbolista romanès. Va formar part de l'equip romanès a la Copa del Món de 1934, tot i que no va arribar a disputar cap partit. Durant la seva carrera esportiva va competir en diferents equips, destacant el FC Ripensia Timişoara, amb qui jugà 89 partits i marcà 21 gols, i guanyà quatre edicions de la Lliga romanesa de futbol i dues de la Copa.